# Steven M. Greer
 (août 2020).
Steven Macon Greer, né le 28 juin 1955 à Charlotte dans le comté de Mecklenburg en Caroline du Nord aux États-Unis, est un médecin, ufologue, essayiste et théoricien explorant les thèmes de l'ufologie.  

## Biographie

### CSETI
Steven M. Greer est connu pour avoir été le fondateur du Projet CSETI « Center for the Study of Extraterrestrial Intelligence, » (à ne pas confondre avec le projet de recherche de vie extraterrestre SETI) et du « Disclosure Project,, ».

### Projet Orion
Il s’investit également dans le Projet Orion et dans la propulsion nucléaire et plasma[réf. nécessaire].

### Carrière médicale
Spécialiste en traumatologie, Le Dr Steven M. Greer est l’ancien directeur de la division de médecine d'urgence du Caldwell Memorial Hospital (en) située en Caroline du Nord aux États-Unis.

### Disclosure
En 1993, le Dr Steven M. Greer fonde le projet « Disclosure », une organisation à but non lucratif qui a pour mission de rendre publique toute information sur les ovnis et de lutter contre ce qu'il considère comme la désinformation et l’ostracisme des gouvernements sur le phénomène extra-terrestre. Cette organisation regroupe des scientifiques, des militaires, des membres de la CIA et des hauts fonctionnaires américains,.
Le 9 mai 2001, à Washington, le Dr Steven M. Greer présente au public et aux médias le projet « Disclosure, » dans le cadre du National Press Club des États-Unis. La vidéo de la conférence Disclosure 2001 présente le témoignage d'une douzaine de témoins de l'armée américaine, de fonctionnaires des agences fédérales et d'organismes comme la Direction de l'aviation civile internationale.
Lors de cette conférence, il déclare avec sérieux que le gouvernement américain et le gouvernement anglais entretiendraient depuis longtemps des échanges secrets avec des extra-terrestres, qu’ils cacheraient à l’humanité l’existence d’une nouvelle énergie capable de remplacer le pétrole, de régler les problèmes d’environnement liés à la surexploitation d’hydrocarbures et de l’effet de serre.
À la suite de son exposé, une vingtaine de témoins de l’association vont témoigner de ce qu’ils ont vu et vécu. Parmi ces témoins, on retrouve d'anciens militaires, des membres de la CIA, des contrôleurs aériens, d'anciens pilotes de l’US Air Force, et des professionnels de l’aviation qui affirment avoir été en présence de phénomènes non identifiés.
Selon le sergent Clifford Stone, le gouvernement américain aurait tenté de détruire les preuves de l’écrasement d’un « vaisseau extraterrestre » contenant des extra-terrestres, le 9 décembre 1965 en Pennsylvanie, et aurait menacé et pénalisé tous ceux susceptibles de parler de cet événement, dont ils auraient été témoins, notamment les futurs membres du projet « Disclosure ».
Un autre témoignage détaille l’implication de plusieurs entreprises sous contrat avec l’État américain dans la recherche et le développement de la technologie à contrôle gravitationnel depuis les années 1950. Ils se disent tous prêts à témoigner sous serment devant le Congrès américain.
Steven M. Greer exige la fin du silence et surtout la fin du complot.

### Traductions
1. ↑  (fr) « Centre voué à l'étude de l'intelligence extraterrestre »
2. ↑  (fr) « Projet révélation »